# Tristabdella grandidieri
Tristabdella grandidieri – gatunek lądowych pijawek z rzędu Arhynchobdellida i rodziny Domanibdellidae. Jedyny znany gatunek monotypowego rodzaju Tristabdella.

## Taksonomia
Gatunek został opisany przez Raphaëla Blancharda w 1917. Rodzaj opisał w 1975 R. L. Richardson.

## Opis rodzaju
Metamery (somity) głowowe od II do IV jednopierścieniowe, V dwupierścieniowy, VI trzypierścieniowy, VII czteropierścieniowy, od VIII do XXIII całkowicie czteropierścieniowe, XXIV dwupierścieniowy, a od XV do XVII jednopierścieniowe.

## Opis gatunku
Siedem pierścieni między pierścieniem a2 XXIII metameru a odbytem. Otwory płciowe (gonopory) męskie na pierścieniu b5 XI metameru, a żeńskie między pierścieniami b5 a b6 XII metameru. Między gonoporami cztery kompletne pierścienie. 

## Występowanie
Gatunek ten jest endemitem Madagaskaru.